# Andrew Boorde
Andrew Boorde o Borde (1490–abril de 1549) va ser un metge i escriptor anglès.
Nascut a Sussex, va ser educat a la Universitat d'Oxford, va prendre les ordes com a monjo cartoixà però les va abandonar el 1529.
Va estudiar medicina i va exercir amb el Duc de Norfolk. Visità les universitats d'Orleans, Poitiers, Tolosa de Llenguadoc, Montpeller i Wittenberg. Va anar de pelegrinatge a Santiago de Compostela i Navarra. El 1534 tornava a estar a Londres.
Escriví a Cromwell des de diversos llocs, i des de Catalunya envià llavors de ruibarbre dos-cents anys abans que el conreu d'aquesta planta es generalitzés a Anglaterra. Cap a 1538 Boorde va fer el seu viatge més llarg arribant a Jerusalem.
Establert a Montpeller i abans de 1542 havia completat el seu Fyrst Boke of the Introduction of Knowledge, on descriu molts idiomes i hi ha un vocabulari de la llengua gitana.